# Mlejnek (Braník)
Mlejnek v Braníku (Na Mlejnku) je zaniklý vodní mlýn v Praze 4, který stál při ústí Kunratického potoka do Vltavy. Jeho zbytky byly zbořeny při stavbě Barrandovského mostu.

## Historie

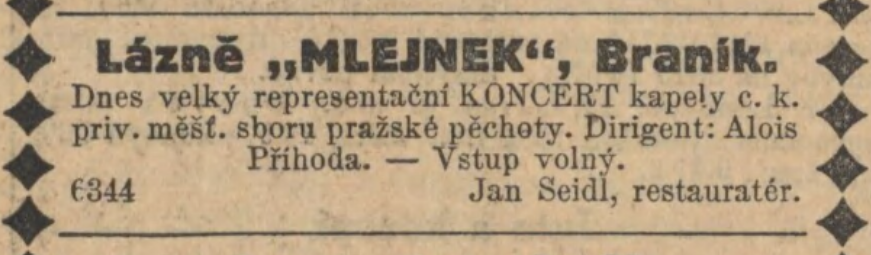
Lázně Mlejnek, inzerát 1914

Vodní mlýn pravděpodobně vznikl po roce 1625 s příchodem dominikánského řádu od svatého Jiljí do Braníka, který zde získal zdejší dvorec s tvrzí. V roce 1899 dvůr zakoupil spolek pražských sládků, který provozoval pivovar až do roku 1907 a v té době bylo pravděpodobně ukončeno mletí.
V roce 1914 již inzeroval jako restaurace „Lázně Mlejnek“ restauratéra Jana Seidla.
Po roce 1919 byla v Braníku zřízena říční plovárna Na Mlýnku a přestavěná mlýnice zde sloužila jako provozní budova. Roku 1978 byly lázně zrušeny, budovy zbořeny a na místě postaveno východní předmostí Barrandovského mostu.